# Henri Libert

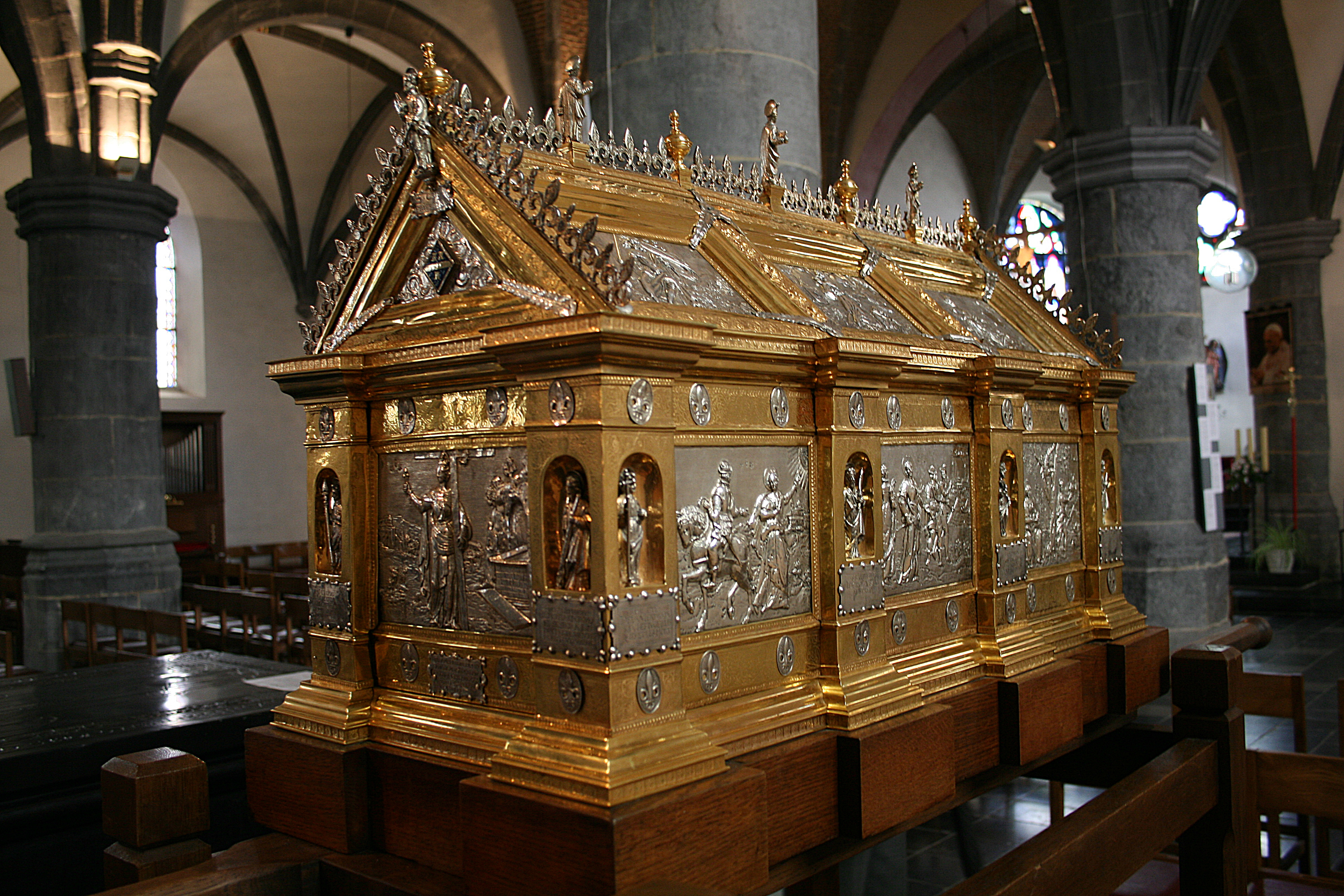
Reliekschrijn in Gerpinnes, van de hand van Henri Libert

Henri Libert (Namen 1574 - Namen circa 1635) was een edelsmid in de Spaanse Nederlanden.
Zijn werkstukken zijn gedateerd tussen 1596 en 1631. Zo zijn van hem bekend:
- het processiekruis van de abdij van Malonne (1600)
- vijf reliekschrijnen van de volgende heiligen en zaligen:
  - Rolende van Gerpinnes in de Sint-Michielskerk van Gerpinnes (1599)
  - Bertuinus van Malonne in de Sint-Bertuinuskerk van Malonne (1601)[3]
  - Maria van Oignies in Nijvel (1608); de bisschop van Namen Buisseret had namelijk bevolen haar stoffelijke resten van de toenmalige priorij van Oignies over te brengen naar de Sint-Niklaas en Sint-Jan de Evangelistkerk van Nijvel.
  - Victor in de Sint-Victorkerk van Fleurus (1612)
  - Petrus in de Petrus en Pauluskerk van Thy-le-Château (1617)
- 2 kelken in Namen, deze in de Sint-Jozefskerk en in de Église Saint-Loup
- 2 monstransen, deze van de kerk van Onbevlekte Ontvangenis in Dhuy en van de heilige Gerardus in Bossière.